# Qazma
Qazma è un comune dell'Azerbaigian situato nel distretto di Balakən. Conta una popolazione di 6 639 abitanti.